# Fauth (kráter)

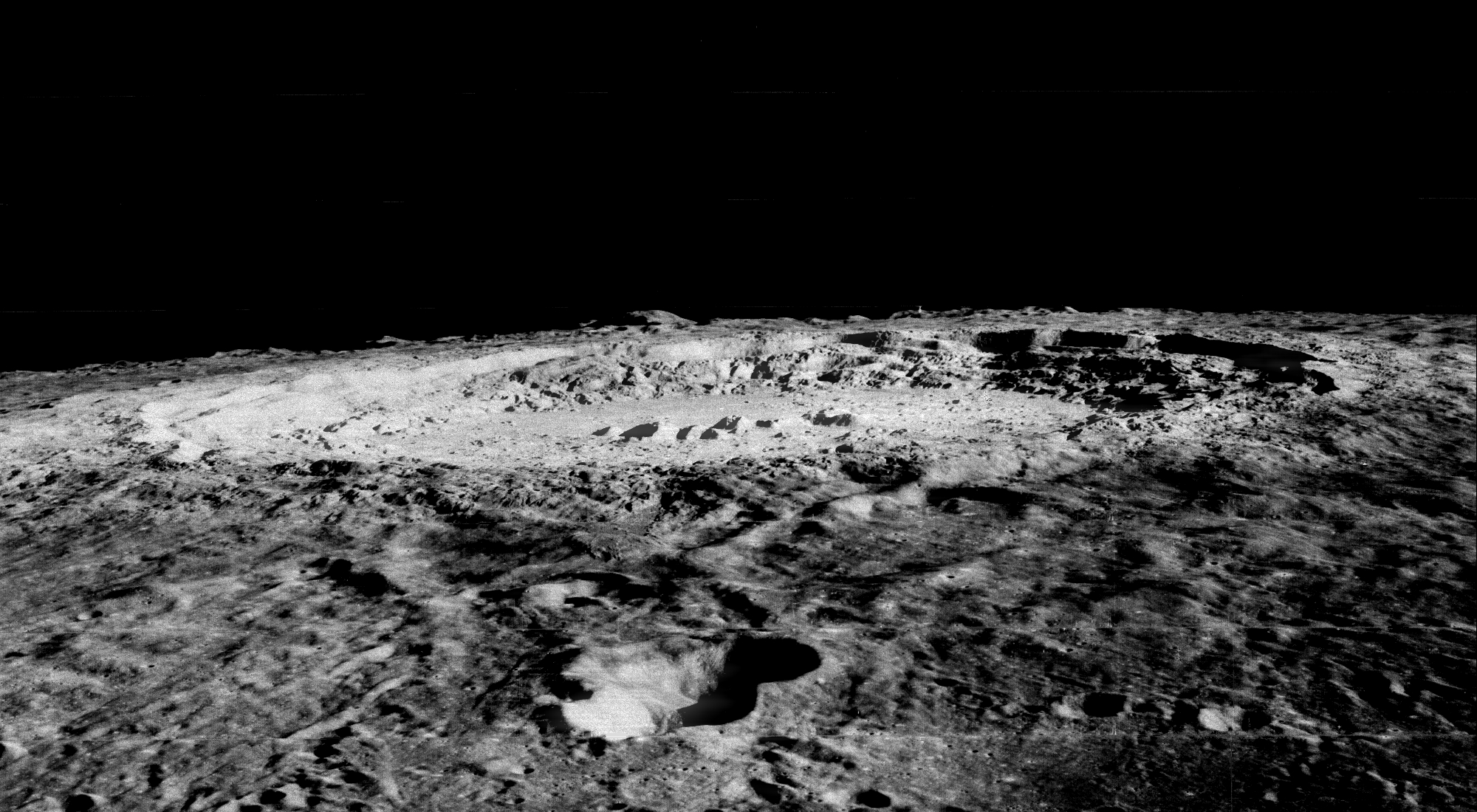
Fauth a Fauth A se nacházejí v popředí snímku, obrovský kráter v pozadí je Koperník.

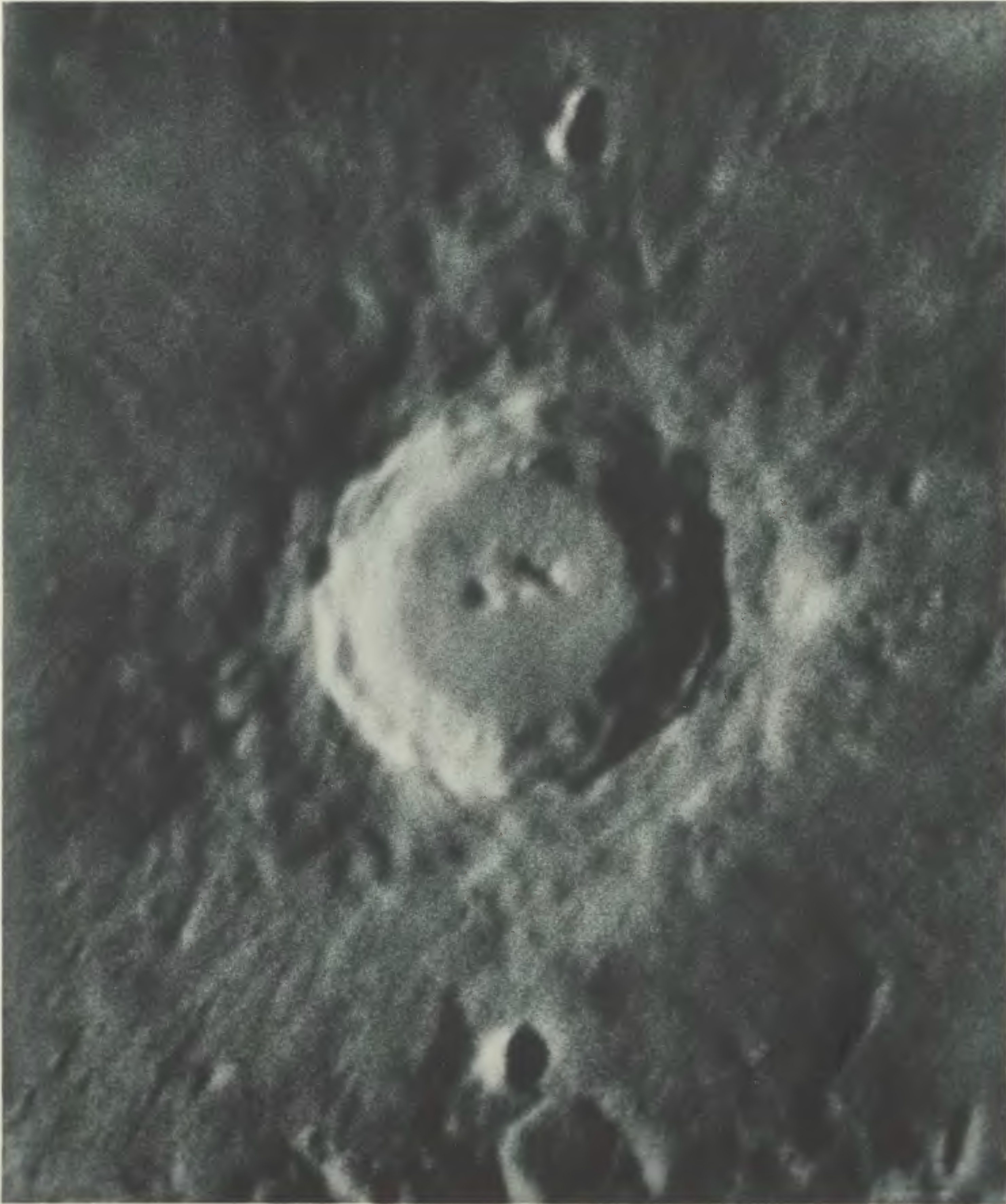
Krátery Fauth a Fauth A tvoří tmavý útvar v horní části fotografie přibližně uprostřed, v centru je výrazný kráter Koperník (snímek není orientován severojižním směrem).

Fauth je nevelký kráter nacházející se v oblasti Mare Insularum (Moře ostrovů) na přivrácené straně Měsíce. Překrývá se s kráterem Fauth A a oba společně tvoří zajímavý útvar připomínající klíčovou dírku. Mírně větší Fauth leží severněji nežli Fauth A.
Dvojice leží na jižním okraji valu výrazného kráteru Koperník. Jihozápadně od ní se nachází další výrazný kráter Reinhold.
Fauth má průměr 12,1 km a je hluboký cca 2 km. Pojmenován je podle německého selenografa Philippa J. H. Fautha. Obdobným uskupením překrývajících se kráterů je např. Hainzel (+ Hainzel A a Hainzel C).

## Satelitní krátery
V okolí se nachází několik dalších kráterů. Ty byly označeny podle zavedených zvyklostí jménem hlavního kráteru a velkým písmenem abecedy.
| Fauth | Sel. šířka | Sel. délka | Průměr |
| ----- | ---------- | ---------- | ------ |
| A     | 6.0° S     | 20.1° Z    | 10 km  |
| B     | 5.8° S     | 19.3° Z    | 3 km   |
| C     | 5.2° S     | 18.8° Z    | 4 km   |
| D     | 6.0° S     | 18.4° Z    | 5 km   |
| E     | 5.4° S     | 20.7° Z    | 4 km   |
| F     | 5.5° S     | 17.4° Z    | 4 km   |
| G     | 5.3° S     | 16.2° Z    | 3 km   |
| H     | 4.8° S     | 16.2° Z    | 4 km   |